# قبر الملك
قبر الملك (بالسويدية: Kungagraven) هو ما تبقى من مدفنٍ مزدوج على نحوٍ غير عادي من العصر البرونزي الشمالي الكبير يرجع إلى حوالي 1400 ق.م، يقع بالقرب من كيفيك في محافظة سكونا في السويد.

## الموقع
يقع المكان على بعد 320 متر (1000 قدم) من شاطئ الساحل الشرقي لسكونا في أقصى جنوب السويد. بالرغم من حقيقة أن الموقع استخدم كمحجر، و أن حجارته نفذت لاستخدامات أخرى، و أنه تم ترميمه بلا مبالاة عندما كان معروفاً أنه دفن قديم، فهذئين المدفنين فريدين.
يختلف هذه الضريح عن معظم الأضرحة الأوروبية من العصر البرونزي في الإنشاء و الحجم، فهو موقع دائري يبلغ قطره 75 متراً (250 قدماً). الأكثر أهمية أن القبرين مزخرفان نقوش ما قبل التاريخ. الصور المنحوتة على الصخور تصور أناساً، و حيوانات (تشمل طيوراً و أسماك)، و زوارق، و أبواقاً يُعزف عليها، و رموزاً، و عربة حربية يجرها حصانان و لديها عجلات ذات أربع دعامات.

## لمحة تاريخية

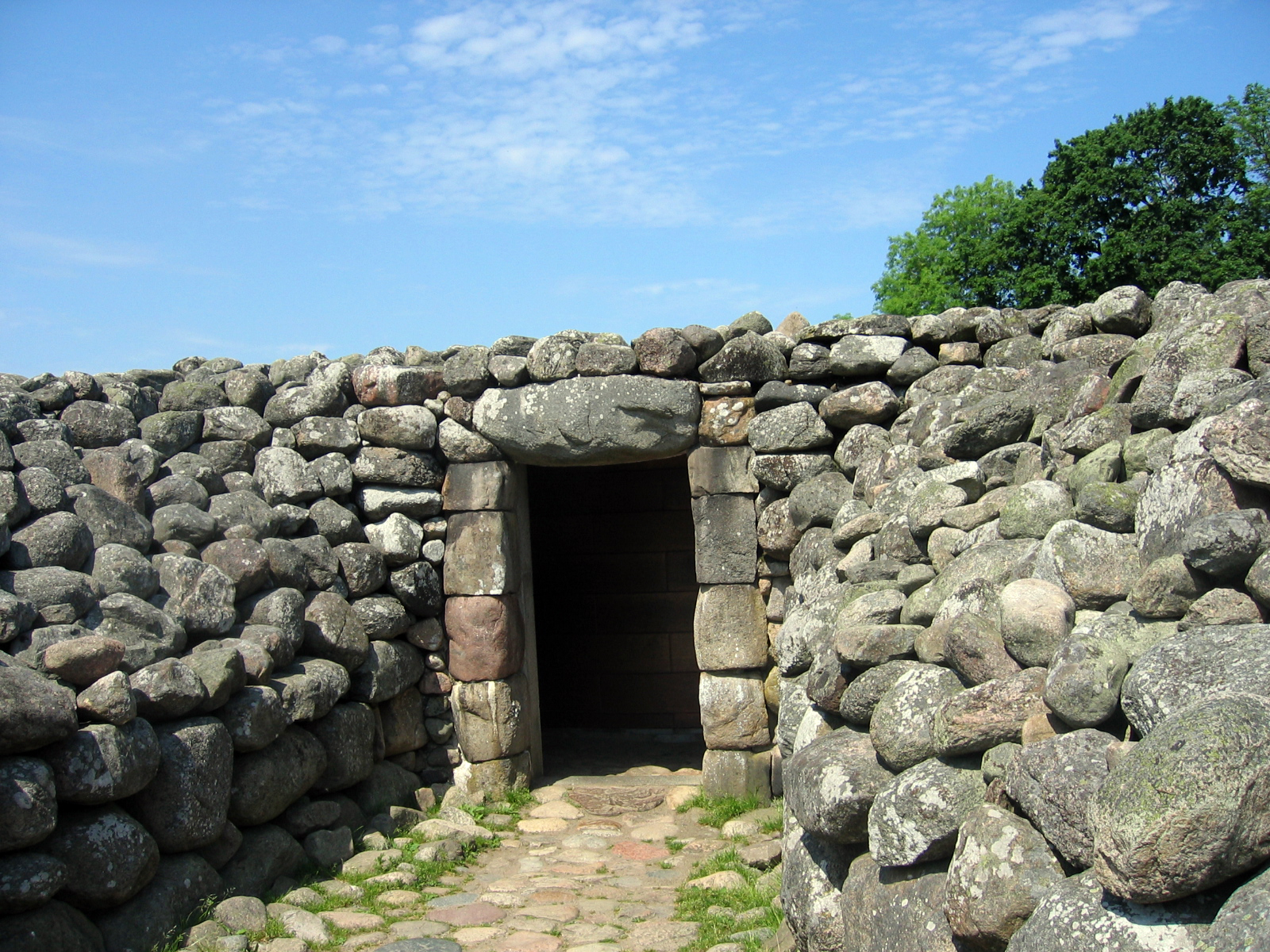
مدخل الضريح

استخدم الموقع كمحجر لمواد البناء حتى عام 1748، عندما اكتشف مزارعان قبراً مشيدا بعشرة ألواح من الحجارة في اتجاه شمال-جنوب، وقاما بحفره آملين بالعثور على كنزٍ في القبر.
و شاعت سريعاً بأن الرجلين وجدا كنزاً عظيماً في الضريح، و قامت السلطات باعتقالهما. ومع ذلك؛ نفى الرجلين أنهما عثرا على أي شيء، و بما أنه لم يكن بالإمكان تقديم دليل ضدهما، تم إطلاق سراحهما.
مرت عدة سنوات قبل أن يتم إكتشاف أن ألواح الحجر مزخرقة بنقوش ما قبل التاريخ، و بدأت سلسلة طويلة من التكهنات. و مع ذلك، فقد استمر قلع الحجارة، و بعض الحجارة اختفت.
قام عالم الآثار غوستاف هالستورم (1880–1962) بالتنقيب في موقع بدءاً من عام 1931. أٌُجريت عملية حفرٍ شامل بين عامي 1931–1933 و وجدت بقايا مستعمرة ترجع إلى العصر الحجري تحت رجم هائل، بما في ذلك الكثير من شظايا حجر صوان. وُجد فقط أسنان، و فتات برونز، بعد قطع من العظم، يرجع تاريخها إلى العصر البرونزي.
و مع ذلك، تحتوي التلة على قبرين. كان هنالك على الجهو اليسرى للنهاية الجنوبية للقبلا ألواح حجرية منصوبة ذات طول 1.2 متر (3.9 قدم) و عرض 0.65 متر (2.1 قدم). دُعي بقبر الملك بسبب حجمه، قبل فترةٍ طويلة من أن يعرف أنه يحتوي على قبرين. و لأن القبر تعرض لعمليات نهب عديدة، فلا يوجد اكتشافات جديرة بالثقة، و لكن يُعتقد أن القبرين بُنيا في نفس الوقت.
تم ترميم الشريح بعد عملية التنقيب؛ و لكن لا أحد يعلم ما إذا كان يبدو كحالته الأصلية. بمقارنة مع مقابر معاصرة أخرى تُلمح إلى أن الموقع قد يكون أعلى ثلاث مرات من 3.5 متر (11 قدم) كما تم ترميمها. ارتكزت عملية الترميم على التنميش من القرن الثامن عشر و على التخمين. أُنشئت حجرة جديدة من الخرسانة و تم تم تمديد النفق إلى داخل القبر. بإمكان زوار الموقع اليوم دخول الضريح و رؤية الحجارة المنقوشة.

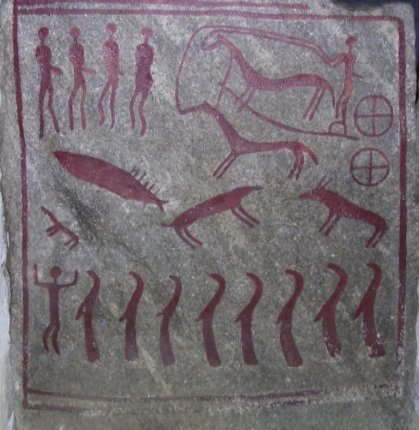
أحد الألواح الحجرية العشرة يظهر حصان يجر عربة حربية لديها عجلات ذات أربع دعامات.
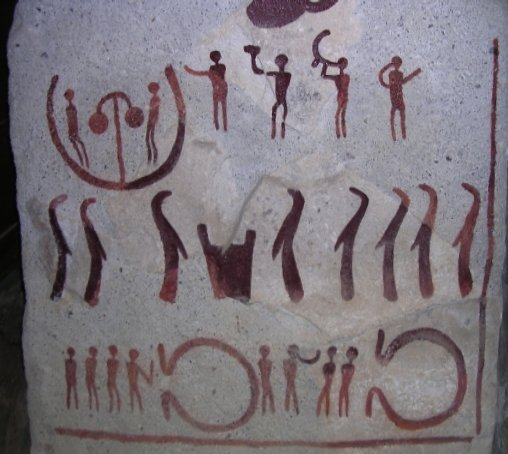
أحد الألواح الحجرية يعرض أُناساً (ثمانية في أردية طويلة)
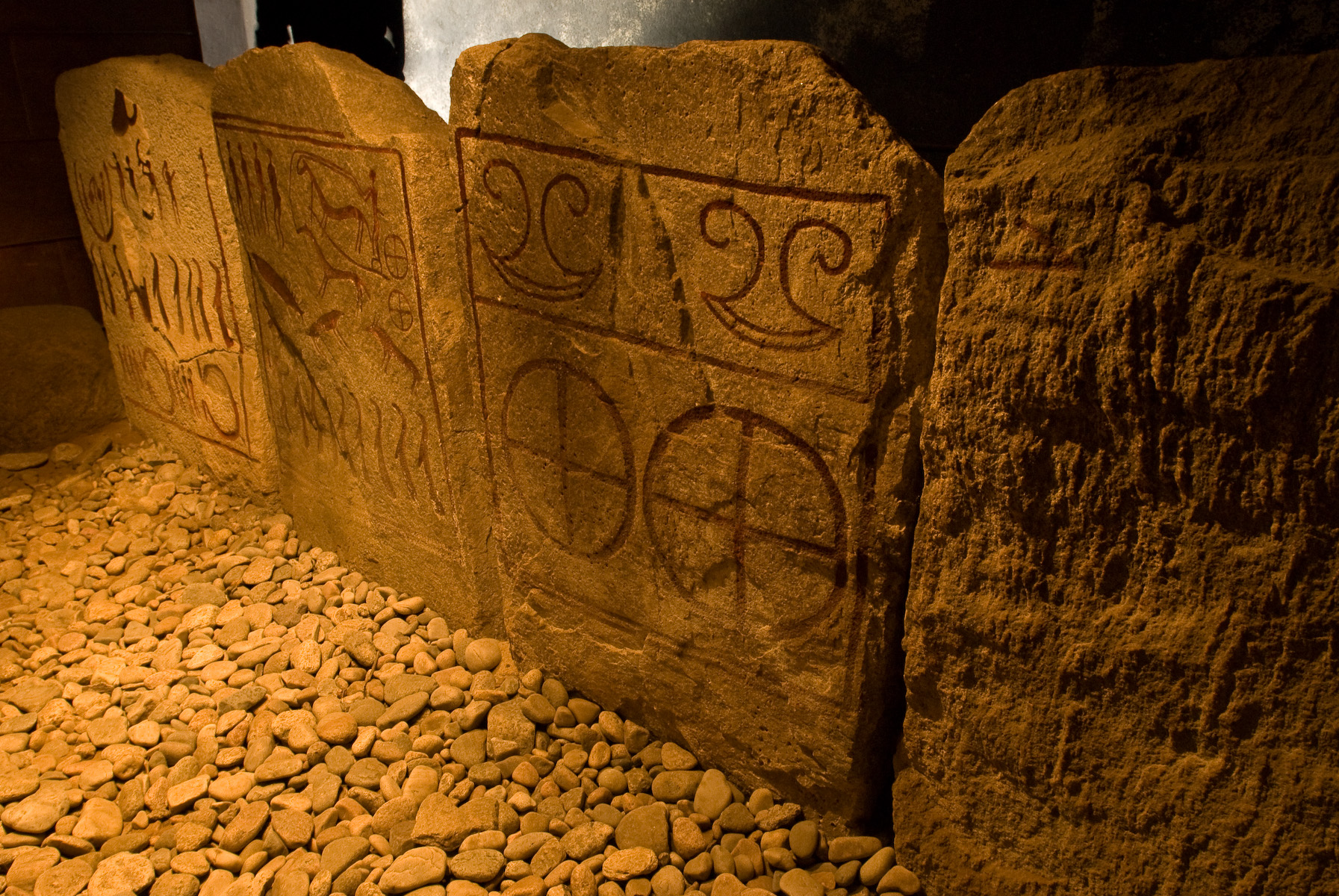
حجارة القبر تواجه قبر كيفيك
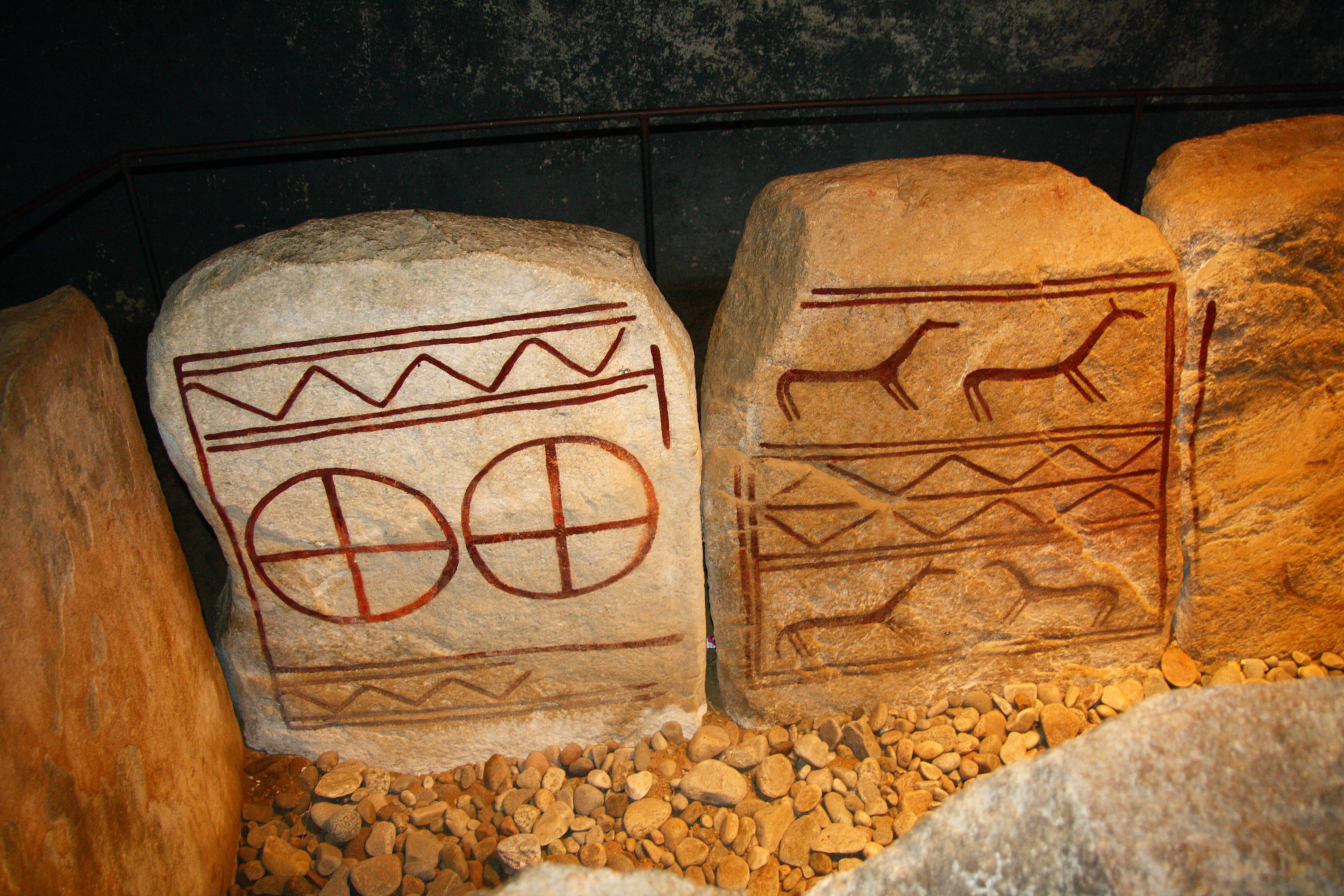
حجارة داخل الرجم

## روابط خارجية
- Kiviksgraven